# Санги, Ноа
Ноа́ Райа́н Санги́ (фр. Nhoa Ryan Sangui; родился 27 февраля 2006) — французский футболист, левый защитник клуба «Париж».

## Клубная карьера
Выступал за юношеские команды клубов «Бове Уаза» и «Крей». В августе 2021 года присоединился к академии клуба «Реймс». В июле 2023 года подписал с клубом свой первый профессиональный контракт. 17 августа 2024 года дебютировал в основном составе «Реймс», выйдя на замену в матче французской Лиги 1 против «Лилля».

## Карьера в сборной
Выступал за сборные Франции до 16, до 17 и до 18 лет. В мае и июне 2023 года в составе сборной Франции до 17 лет сыграл на юношеском чемпионате Европы в Венгрии, а в ноябре и декабре 2023 года — на юношеском чемпионате мира в Индонезии. На обоих турнирах Франция дошла до финала.